# ۱۳۰۹ (قمری)
۱۳۰۹ (قمری)، هزار و سیصد و نهمین سال در گاهشماری هجری قمری است. اول محرم این سال برابر با هفتم اوت سال ۱۸۹۱ میلادی است.

## رویدادها
- لغو  قرارداد تالبوت در نتیجه تحریم تنباکو
- تکمیل ساخت میدان ساعت ساری

## زادگان
- سید احمد خوانساری، مجتهد نامدار شیعه و ایرانی (وفات ۱۴۰۵)

## درگذشتگان
- میرزا محمدحسن شیخ‌الاسلام، شیخ الاسلام اصفهان

## وابسته
- ناصرالدین شاه قاجار
- بی‌بی‌خانم استرآبادی
- آستانه (مرکزی)
- سید احمد خوانساری